# Vegalta Sendai
Vegalta Sendai (ベガルタ仙台 Begaruta Sendai) là một câu lạc bộ bóng đá chuyên nghiệp Nhật Bản, hiện đang thi đấu tại J. League Hạng 1. Đội đóng quân tại Sendai, Miyagi. Sân nhà là Sân vận động Yurtec Sendai, ở Izumi-ku, Sendai, dù vậy họ cũng có một vài trận đấu thi đấu tại Sân vận động Miyagi.Họ là câu lạc bộ vĩ đại nhất của nước Nhật. 

## Lịch sử
Thành lập năm 1988 với tên gọi Câu lạc bộ bóng đá Năng lượng Điện Tohoku, Vegalta gia nhập J-League năm 1999 sau một vài năm thi đấu tại JFL, với tên gọi Brummell Sendai, họ lên hạng năm 1995 từ Giải khu vực Tohoku. Khi gia nhập J-League, cái tên Vegalta đã được chọn như một sự tôn kính tới lễ hội nổi tiếng Tanabata ở Sendai. Tên hai ngôi sao của Tanabata huyền thoại, Vega và Altair đã được gộp lại thành Vegalta.
Họ lần đầu thăng hạng cao nhất năm 2002, nhưng rớt hạng ngay sau đó. Họ một lần nữa lên hạng năm 2010.
Năm 2011, bất chấp gặp động đất và sóng thần, họ vẫn kết thúc ở vị trí cao, thứ 4 ở hạng đấu cao nhất. Năm 2012, dẫn đầu bảng xếp hạng phần lớn mùa giải, nhưng trước sự cạnh tranh của đối thủ mạnh Sanfrecce Hiroshima, cùng với trận thua ở vòng áp chót trước đội bóng đang trong cuộc chiến trụ hạng Albirex Niigata kiến họ mất chức vô địch, kết thúc ở vị trí thứ 2, vị trí cao nhất trong lịch sử câu lạc bộ

## Danh hiệu
- Tohoku Football League Hạng 1: 1994 (Brummell Sendai)
- VCK Giải khu vực: 1994 (Brummell Sendai)
- J. League Hạng 2: 2009

## Huấn luyện viên
| Huấn luyện viên   | Quốc tịch | Giai đoạn dẫn dắt      |
| ----------------- | --------- | ---------------------- |
| Takekazu Suzuki   | Nhật Bản  | 1995                   |
| Choei Sato        | Nhật Bản  | 1996                   |
| Branko Elsner     | Slovenia  | 1/2/1997 – 31/12/1997  |
| Milos Rus         | Slovenia  | 1997                   |
| Toshiya Miura     | Nhật Bản  | 1/2/1997 – 31/12/1997  |
| Takekazu Suzuki   | Nhật Bản  | 1998–99                |
| Hidehiko Shimizu  | Nhật Bản  | 1999–03                |
| Hajime Ishii      | Nhật Bản  | 2003                   |
| Zdenko Verdenik   | Slovenia  | 21/9/2003 – 31/12/2004 |
| Satoshi Tsunami   | Nhật Bản  | 1/1/2005 – 31/12/2005  |
| Joel Santana      | Brasil    | 1/12/2005 – 31/12/2006 |
| Tatsuya Mochizuki | Nhật Bản  | 1/1/2007 – 31/12/2007  |
| Makoto Teguramori | Nhật Bản  | 1/2/2008 – 14/11/2013  |
| Graham Arnold     | Úc        | 14/11/2013 – 9/4/2014  |
| Susumu Watanabe   | Nhật Bản  | 10/4/2014–             |

## Kết quả thi đấu
| Mùa giải | Giải đấu         | Thứ hạng | Điểm | Thắng | Thua | Hòa | Tổng số khán giả |
| -------- | ---------------- | -------- | ---- | ----- | ---- | --- | ---------------- |
| 1995     | JFL              | 15/16    | 27   | 9     | 21   | 0   |                  |
| 1996     | JFL              | 6/16     | 56   | 18    | 12   | 0   |                  |
| 1997     | JFL              | 8/16     | 40   | 15    | 15   | 0   |                  |
| 1998     | JFL              | 7(16)    | 43   | 18    | 12   | 0   |                  |
| 1999     | J2               | 9(10)    | 31   | 10    | 22   | 4   | 134,462          |
| 2000     | J2               | 5(11)    | 55   | 19    | 19   | 2   | 177,967          |
| 2001     | J2               | 2(12)    | 83   | 27    | 12   | 5   | 308,243          |
| 2002     | J1 (Giai đoạn 1) | 9(16)    | 20   | 7     | 8    | 0   |                  |
| 2002     | J1 (Giai đoạn 2) | 15(16)   | 12   | 4     | 10   | 1   |                  |
| 2002     | J1 (chung cuộc)  | 13(16)   | 32   | 11    | 18   | 1   | 327,925          |
| 2003     | J1 (Giai đoạn 1) | 15(16)   | 12   | 3     | 9    | 3   |                  |
| 2003     | J1 (Giai đoạn 2) | 15(16)   | 12   | 2     | 6    | 7   |                  |
| 2003     | J1 (chung cuộc)  | 15(16)   | 24   | 5     | 15   | 10  | 325,621          |
| 2004     | J2               | 6(12)    | 59   | 15    | 15   | 14  | 356,359          |
| 2005     | J2               | 4(12)    | 68   | 19    | 14   | 11  | 350,544          |
| 2006     | J2               | 5(13)    | 77   | 21    | 13   | 14  | 346,868          |
| 2007     | J2               | 4(13)    | 83   | 24    | 11   | 13  | 352,432          |
| 2008     | J2               | 3(15)    | 70   | 18    | 16   | 8   | 295,679          |
| 2009     | J2               | 1(18)    | 106  | 32    | 9    | 10  | 336,719          |
| 2010     | J1               | 14(18)   | 39   | 10    | 9    | 15  | 294,644          |
| 2011     | J1               | 4/18     | 56   | 14    | 6    | 14  | 266,144          |
| 2012     | J1               | 2/18     | 57   | 15    | 7    | 12  | 282,200          |
| 2013     | J1               | 13/18    | 45   | 11    | 12   | 11  | 252,725          |
| 2014     | J1               | 14/18    | 38   | 9     | 11   | 14  | 257,949          |
| 2015     | J1               | 14/18    | 35   | 9     | 8    | 17  | 234,442          |